# (500586) 2012 UL95
(500586) 2012 UL95 es un asteroide perteneciente al cinturón de asteroides descubierto el 25 de septiembre de 2012 por el equipo del Mount Lemmon Survey desde el Observatorio del Monte Lemmon, Arizona, Estados Unidos.

## Designación y nombre
Designado provisionalmente como 2012 UL95.

## Características orbitales
2012 UL95 está situado a una distancia media del Sol de 3,131 ua, pudiendo alejarse hasta 3,822 ua y acercarse hasta 2,440 ua. Su excentricidad es 0,220 y la inclinación orbital 5,090 grados. Emplea 2024,03 días en completar una órbita alrededor del Sol.

## Características físicas
La magnitud absoluta de 2012 UL95 es 16,4. 